# Chiba Marine Stadium
ZOZO Marine Stadium (jap. ZOZOマリンスタジアム Zozo Marin Sutajiamu), znany również jako Chiba Marines Stadium lub oficjalnie QVC Marine Field – stadion ulokowany w japońskim mieście Chiba. Został otwarty w roku 1990 i mieści blisko 30 tys. osób. Jest używany głównie do gry w baseball (pełni rolę stadionu domowego klubu Chiba Lotte Marines), a także do rugby union.
Zmiana nazwy stadionu w 2016 roku nastąpiła w wyniku nabycia praw do nazwy przez producenta odzieży i pierwszego "turystę księżycowego" Yūsaku Maezawę.
Oficjalne otwarcie obiektu odbyło się 13 kwietnia 1990 roku wraz z rozpoczęciem na nim trzeciej trasy koncertowej przez Madonnę (Blond Ambition Tour).
Lady Gaga wyprzedała 2 pokazy dnia 13 i 14 sierpnia 2014 r., podczas trasy koncertowej ArtRave: The Artpop Ball.

## Galeria

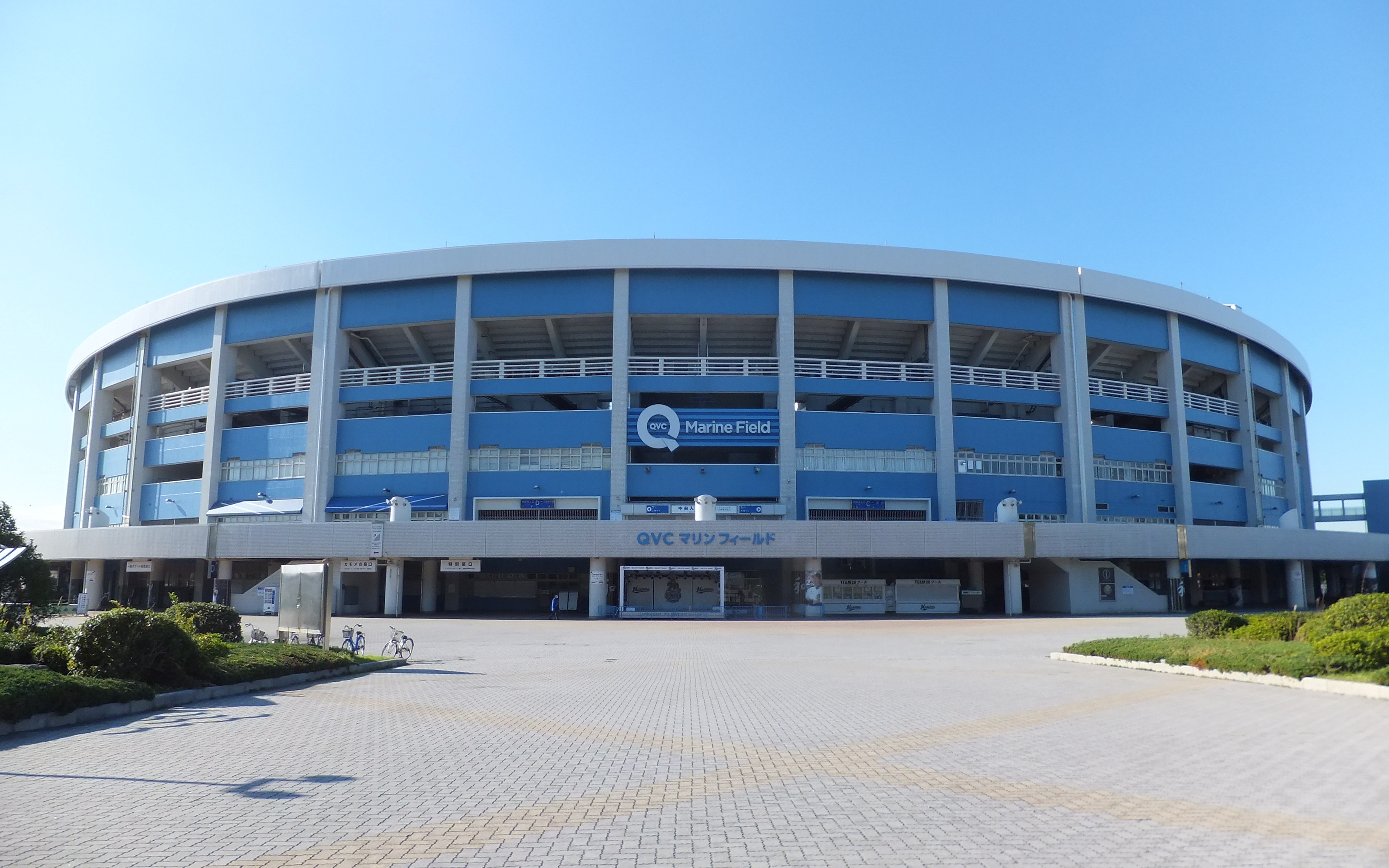
Chiba Marine Stadium z przodu
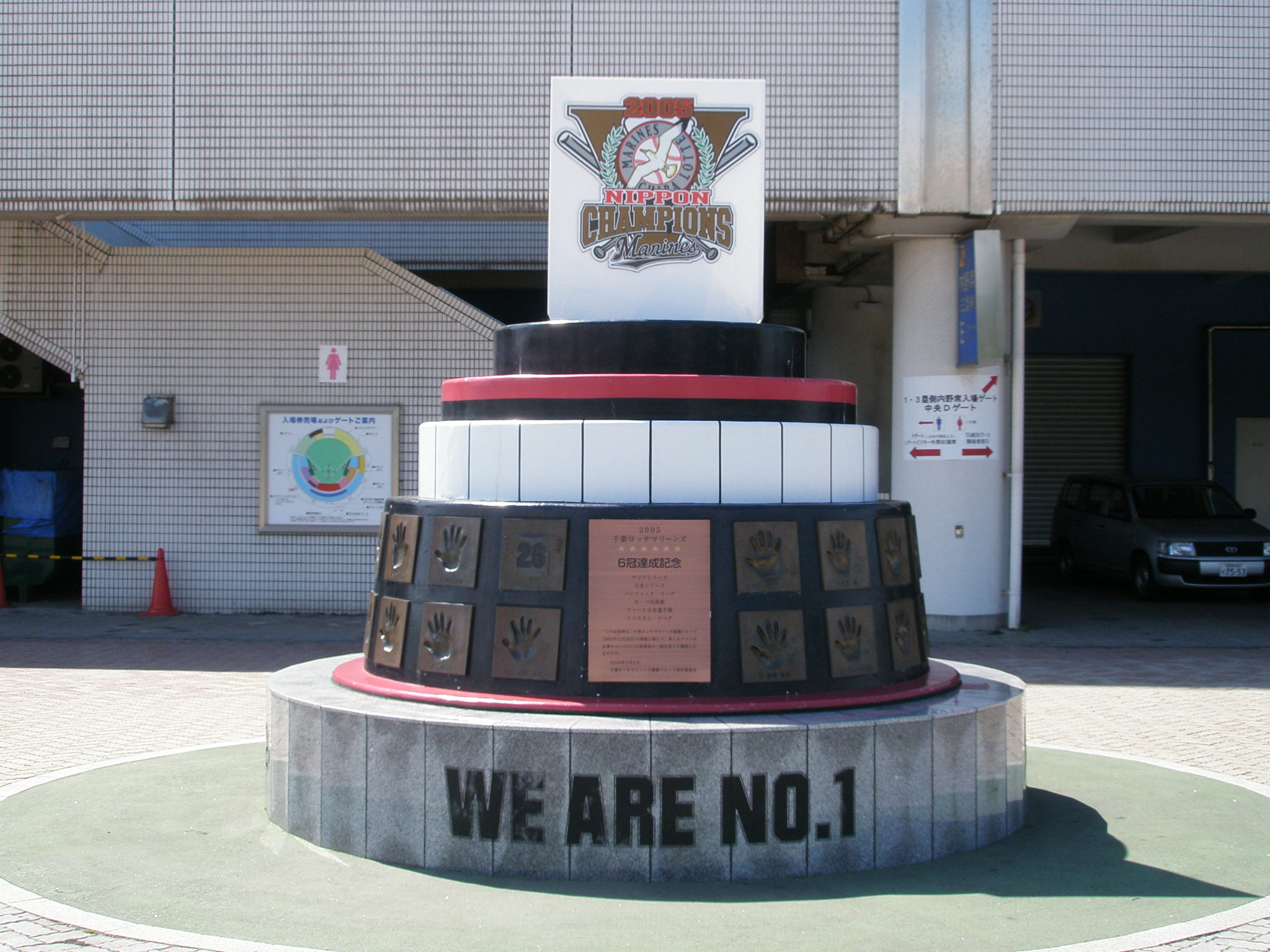
Memorial of Marines, Chiba Marine Stadium (Zozo Marine Field)